# Sivaya Subramuniyaswami
Sivaya Subramuniyaswami (nacido Robert Hansen; Oakland, California, 5 de enero de 1927 – Kapaa, Hawái, 12 de noviembre de 2001), también conocido por sus seguidores como Gurudeva, nació en Oakland, California, y adoptó el hinduismo en su juventud. Fue el 162ª líder del Nandinatha Sampradaya  Kailasa Parampara y gurú en monasterio hindú de Kauai, que es un complejo templo-monasterio de 382 acres (155 ha) en la Garden Island de Hawái.
En 1947, a los 20 años, viajó a India y Sri Lanka. En 1949 fue iniciado en sannyasa por el renombrado siddha yogi y adorador del Shiva, Yogaswami de Jaffna (Sri Lanka) quien fue considerado uno de los místicos más notables del siglo XX. En 1970 estableció un monasterio hindú en Kauai, Hawái y fundó la revista Hinduism Today. En 1985, creó el festival Pancha Ganapati como una alternativa hindu a las vacaciones de diciembre como la Navidad. Fue uno de los gurúes del shivaísmo, el fundador y líder del culto Saiva Siddhanta.
Es parte del linaje de gurúes hindúes de Sri Lanka Alaveddy. Consta de varias instituciones que forman una organización basada en Jaffna-Tamil, que además del Sri Subramuniya Ashram en Alaveddy, cuentan con filiales para satisfacer las necesidades de la creciente diáspora hindu de este siglo. También estableció un monasterio de siete acres (2,8 ha) en Mauricio, que incluye un Parque Espiritual público llamado "Parque Espiritual- Pointe de Lascars". Supervisó más de 50 templos independientes en todo el mundo.
Su influencia fue tan vasta como sus publicaciones, que incluyen aproximadamente 30 libros. Subramuniyaswami fue descrito por Klaus Klostermaier como "el mayor defensor individual del hinduismo fuera de la India". El libro Religious Leaders of América describió el rol de Subramuniyaswami como "un pilar del hinduismo ortodoxo."

## Biografía

### Juventud en California (1927–1946)
Nació en California en 1927 como Robert Hansen. Una vez relató que a los seis años "todo el poder de la eternidad del instante empezó a ser más y más fuerte dentro de mí de aquel tiempo en adelante". Fue inspirado por la vida de Swami Vivekananda y sus cuatro pequeños volúmenes: Raja Yoga, Bhakti Yoga, Karma Yoga y Charlas inspiradas, y más particularmente por la obra maestra de Swami Vivekananda, el poema "La canción del sannyasin."
Se formó en danza clásica oriental y occidental y en las disciplinas de yoga. Ingresó en la Compañía de Ballet de San Francisco y fue su danseur a los diecinueve años. A los veinte años de edad tomó el primer barco hacia la India después de la Segunda Guerra mundial. Celebró su vigésimo primer cumpleaños apenas unos días antes de arribar y cruzar la magnífica Puerta de la India en Mumbai.

### Visita a Sri Lanka (1947–1949)
Pasó casi tres años en la isla de Ceilán, ahora llamada Sri Lanka. Antes de conocer a su gurú, estudió con su cuarto “catalizador” durante un año y medio. Solo quería meditar, pero su profesor le hizo trabajar ayudando a personas locales en la reconstrucción de áreas rurales. Visitó y vivió en muchos templos budistas en Sri Lanka. Fue recibido por los monjes y vio cómo vestían y vivían. Esta experiencia influyó en gran medida en los estrictos protocolos monásticos que más tarde instauró en su propia orden.
En las cuevas de Jailani, Kurugala Balandha, Sri Lanka, ayunó y meditó hasta experimentar lo que él sintió como la iluminación. Relata sus sentimientos al regresar a Colombo, Sri Lanka: “Al regresar a la ciudad, nada se veía igual. Estaba en otra dimensión. Todo era diferente. Había perdido algo: el deseo de la realización del Ser. Me sentía completo. Me sentía sólo.”

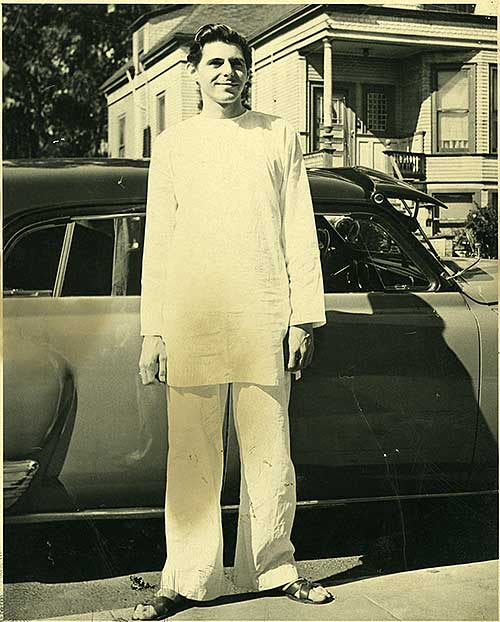
Gurudeva en 1949, después de su regreso de Sri Lanka

De regreso a Colombo, conoció a su último profesor antes de conocer a su gurú. Un día, su profesor concertó una reunión entre él y su largamente esperado satguru, el sabio Yogaswami. Después de una reunión profunda e íntima, Yogaswami le dio el nombre Subramuniya, un epíteto de Sri Murugan. Subra Significa "la luz que emana desde la fuente central." Muni Significa maestro silencioso, y ya significa restricción. Subramuniya significa un alma autorestringida que queda en silencio o habla desde su intuición. Después de unas cuantas visitas,  Yogaswami inició a Subramuniya en sannyasa y lo ordenó en su linaje con una palmada en la espalda y las siguientes instrucciones: "¡Este sonido será oído en América! Ahora ve alrededor del mundo y ruge como un león. Construirás palacios (templos) y alimentarás a miles.". Este acontecimiento fue atestiguado por varios devotos Jaffna, entre ellos un magistrado local llamado Thiru S. Subramaniam.
Yogaswami continuó comunicándose con Sivaya Subramuniyaswami a través de Kandiah Chettiar hasta su muerte en 1964. En la línea de sucesión, Subramuniya fue considerado el 162º Jagadacharya del Nandinatha Sampradaya Kailasa Parampara.

### San Francisco (1949–1970)
A fines de 1949 Subramuniya navegó de regreso a EE.UU. y se embarcó en siete años de ardiente y solitario yoga y meditación. En 1956, dijo que tuvo una enorme experiencia espiritual en Denver, Colorado, donde "el cuerpo de alma finalmente habitó plenamente el cuerpo físico". El año siguiente, en San Francisco, Subramuniya fundó lo que ahora es Himalayan Academy e inauguró el primer templo hindú de los Estados Unidos, en 3575 Sacramento St., cerca del Parque del Presidio. En Suiza, en 1968, escribió sobre Shum, una lengua mística de meditación que denomina y describe las áreas interiores de consciencia.

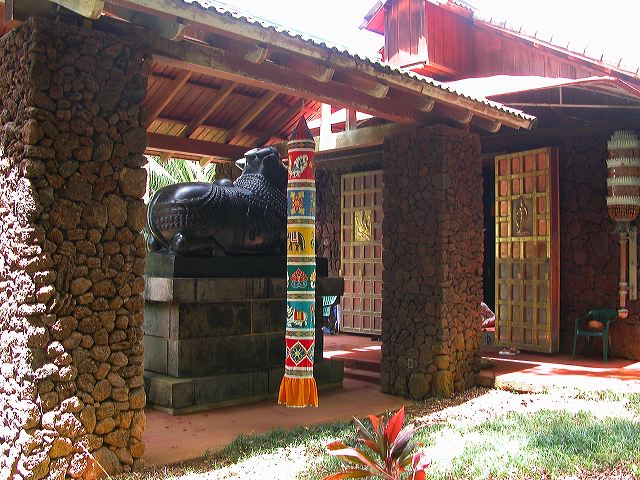
Templo de Kadavul en el monasterio hindú de Kauai

Lo siguiente es una cita de "Homegrown Gurus: From Hinduism in America to American Hinduism / edited by Ann Gleig and Lola Williamson. State University of New York 2013, páginas 123-125
. Subramuniya en los @1950 y @1960
Las biografías de "Subramuniya" guardan un significativo silencio entre los años 1950 y 1957. Subramuniya afirma que se le ordenó no enseñar hasta los treinta años por su silencio. Aparentemente en este tiempo no estuvo inactivo, ya que lo pasó explorando varias religiones no tradicionales. Viajó por los Estados Unidos experimentando con Ciencia Cristiana, Teosofía, la Ciencia de la Mente, Self-Realization Fellowship, Unidad, Espiritualismo y Ciencia Religiosos. En 1957 tomó el rol de ministro de enseñanza, con el nombre de "Master Subramuniya", uniendo elementos de estos movimientos religiosos con las enseñanzas del yoga y el vedanta hindúes en un lenguaje orientado a occidentales.
Las primeras publicaciones de Subramuniya, The Self-God (1959), Cognizantibility (1958), Gems of Cognition (1958) y Clear White Light (1968) no mencionan el Saiva Siddhanta, el término "hinduismo" o a Shiva. No brindan datos biográficos de Subramuniya ni mencionan a su gurú o linaje. Toda la obra temprana de Subramuniya enfatiza en la meditación, un monismo basado en el advaita y el yoga, pero no menciona la religión hindú de Subramuniya ni su defensa de la adoración en los templos que fue tan prominente en sus trabajos posteriores.

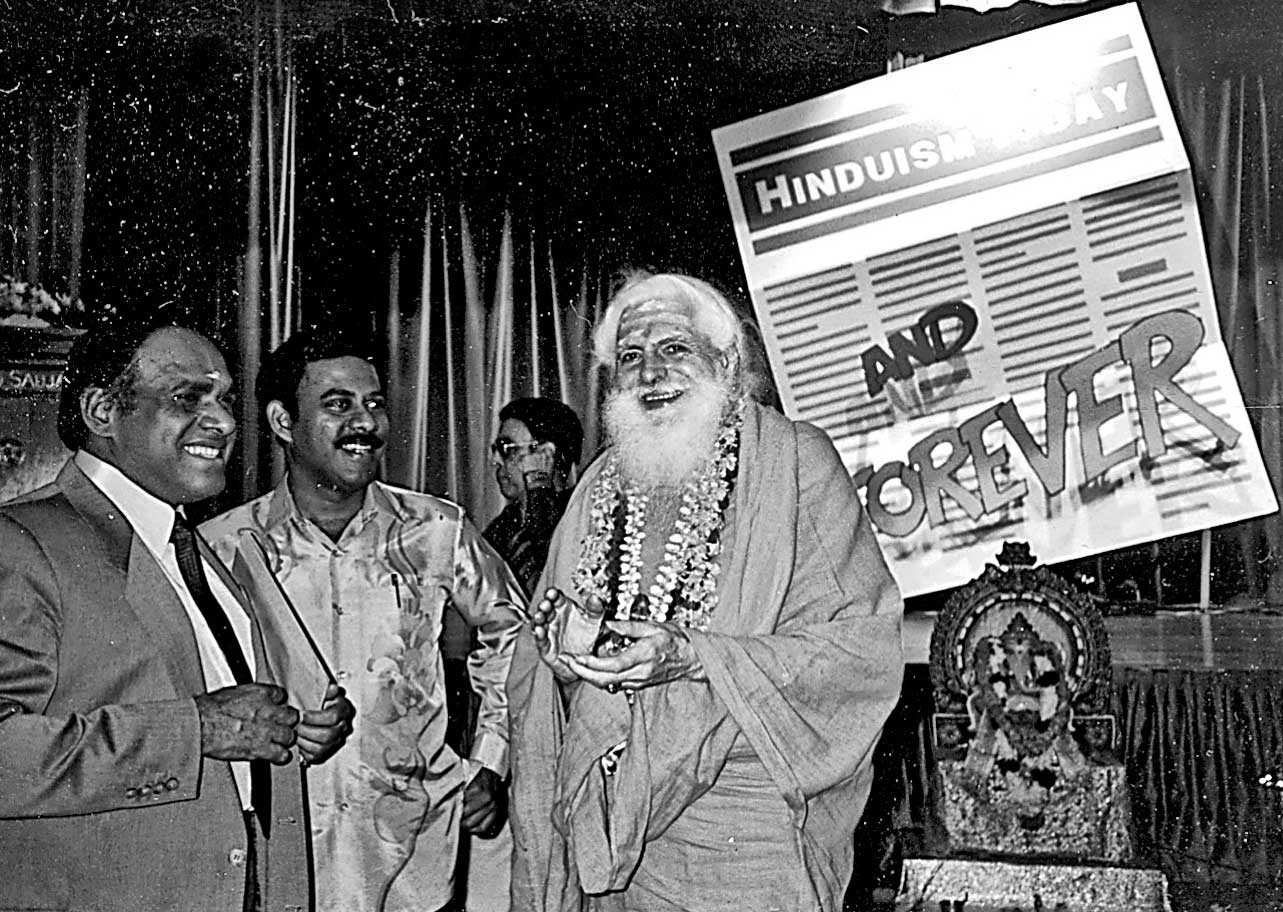

Mientras Subramuniya combinaba elementos de enseñanzas acuarianas con hinduismo en un contexto durante los @1950 y @1960, en otro contexto también combinaba aspectos de hinduismo con cristianismo. Subramuniya abrió dos centros en San Francisco en 1957: uno de nombre hindú, la Subramuniya Yoga Order, y el otro llamado la Christian Yoga Church. En la Christian Yoga Church, los domingos se adoraba con el canto de himnos cristianos, lecturas del Nuevo Testamento y la Bhagavad Gita o las Upanishads y un sermón relacionado con el misticismo cristiano o hindu. En este contexto, Master Subramuniya era llamado Padre Subramuniya. Las biografías de Himalayan Academy no mencionan este aspecto cristiano de la primera etapa de Subramuniya, probablemente porque pondría en duda su autoridad dentro de la tradición hindú.
Trasladó su ashram a Kauai en 1970 y a los pies de un volcán extinto fundó el complejo Kauai Aadheenam, conocido también como el monasterio hindú de Kauai. Se trata de un complejo templo-monasterio de 185 hectáreas. En 1979  publicó las Órdenes Sagradas de Sannyas, en las que definió los ideales, los votos y las aspiraciones del monasticismo hindú. En 1979 creó la revista Hinduism Today, y en los primeros años 80, después de sus giras mundiales, su revista hizo foco en la unión de todos los hindúes, más allá de su nacionalidad o secta, e inspirar y enseñar a los buscadores de todas las geografías. En Sri Lanka, tomó posesión del edificio principal de su Sri Subramuniya Ashram en Alaveddy, fundado en 1949.

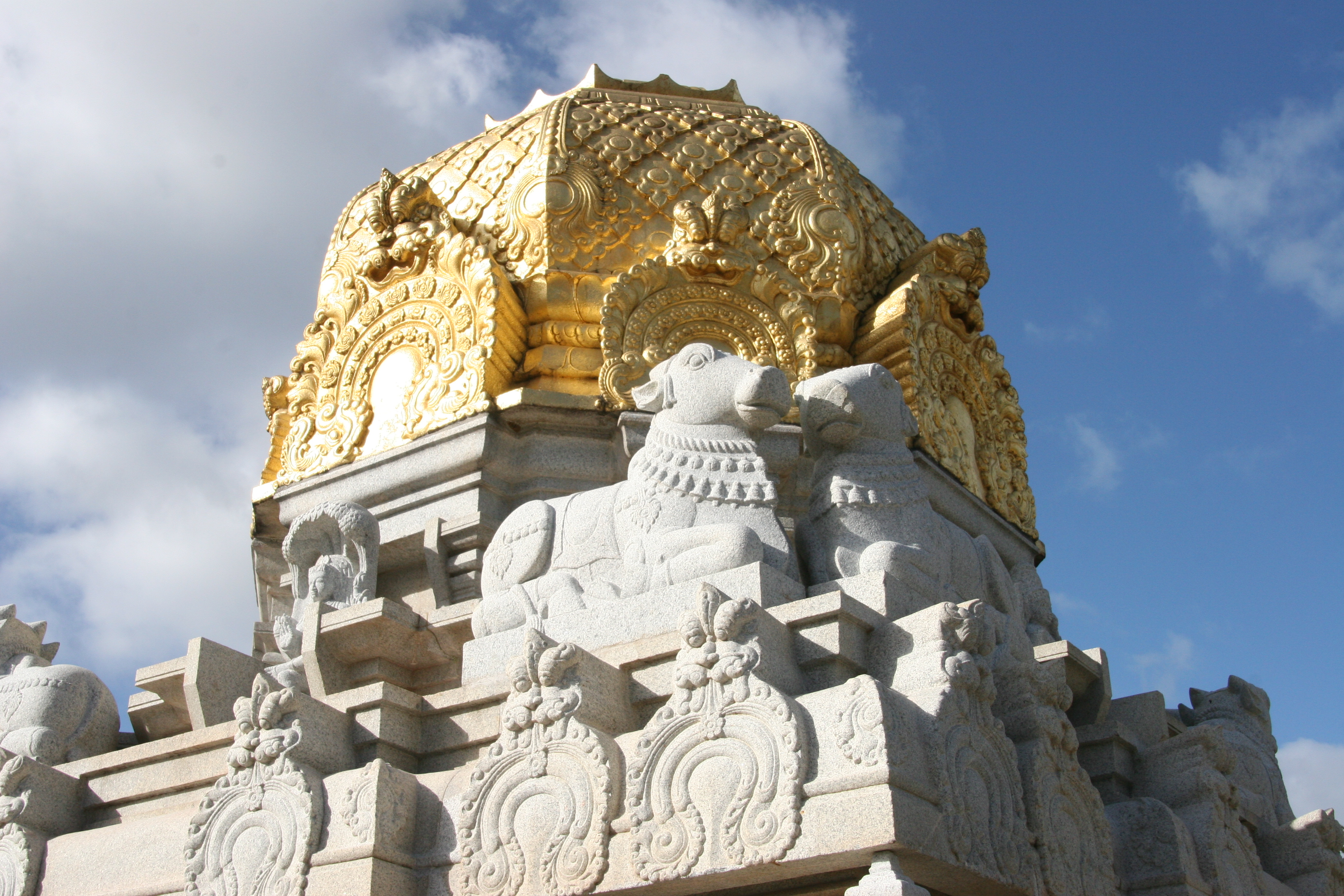
Piedra angular del Iraivan Templo en el monasterio hindu de Kauai

En 1986, fundó una filial de su monasterio en Mauricio, en respuesta al pedido del gobierno que le pidió que fuera allí "para revivir la languideciente fe hindú." En 1991 redactó el Nandinatha Sutras, 365 aforismos que delinean la vida hindú virtuosa. Especialmente en los primeros @1990, apoyó que los sacerdotes de templos recibieran un trato justo, particularmente que debían recibir el mismo respeto que recibían los clérigos de otras religiones. En 2000 publicó How to Become a Hindu, mostrando cómo los buscadores podían ingresar formalmente a la fe, confrontando al concepto que "Para ser hindú debes haber nacido hindú." En noviembre de ese año, lanzó Hindu Press Internacional (HPI), un resumen noticioso diario gratuito con las noticias de último momento que se enviaba por correo electrónico y se publicaba en la web. En 2001, completó la trilogía de 3.000 páginas, el Curso Maestro Dancing with Siva, Living with Siva y Merging with Siva, que son volúmenes de lecciones diarias sobre filosofía, cultura y yoga hindúes,  respectivamente.
Fue autor de más de 30 libros. Además, tradujo el Tirukkural al inglés.

### Fallecimiento
El 9 de octubre de 2001 descubrió que tenía un avanzado cáncer intestinal con metástasis. El diagnóstico fue confirmado por un cónclave de especialistas en tres estados, que estuvieron de acuerdo en que ni siquiera el tratamiento más agresivo sería eficaz. Entonces rechazó todo tratamiento, más allá de las medidas paliativas, y decididió seguir la práctica yógica india que las escrituras llaman prayopavesha: a partir de ese día, se abstuvo de todo alimento y solo tomó agua. Dejó su cuerpo tranquilamente en el día 32 de su ayuno a las 23:54, el lunes 12 de noviembre de 2001, Chitra nakshatra, rodeado de sus veintitrés discípulos monásticos.

## Linaje espiritual
Perteneció a la secta shivaísta (Shaiva Siddhanta) del hinduismo. Pertenece al Kailasa Parampara de Nandinatha Sampradaya. El Saiva siddhanta es predominante en el sur de la India, Sri Lanka y Malasia.
Su linaje espiritual es: Maharishi Nandinath→ Tirumular→ → → rishi desconocido de los himalayas → Kadaitswami → Chellapaswami → Siva Yogaswami → Sivaya Subramuniyaswami → Bodhinatha Veylanswami

## Honores y premios

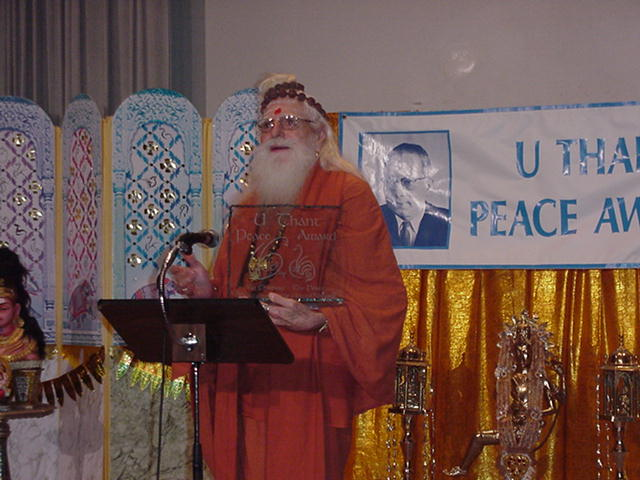
2000: Gurudeva recibiendo el Premio de Paz U Thant en las Naciones Unidas en Nueva York

- 1986 - el Parlamento Mundial de Religiones de Nueva Delhi lo nombró uno de cinco Jagadacharyas (maestros mundiales) actuales, por sus esfuerzos internacionales en promover el hinduismo.[4]
- 1988 - Oxford, Inglaterra: representante hindú en el Global Forum of Spiritual and Parliamentary Leaders for Human Survival. Se reunió con centenares de religiosos, políticos y científicos de todos países para dialogar en privado, por primera vez, sobre el futuro de la vida humana en este planeta.
- 1988 - Oxford: representó al hinduismo en el Global Forum of Spiritual and Parliamentary Leaders.[4]
- 1990 - Moscú: representó nuevamente al hinduismo en el Global Forum of Spiritual and Parliamentary Leaders.
- 1992 - Río de Janeiro: representó nuevamente al hinduismo en el Global Forum of Spiritual and Parliamentary Leaders.
- 1993 - Chicago: Fue elegido uno de los tres presidentes en el centenario del Parlamento Mundial de Religiones, junto con Swami Chidananda Saraswati del Divine Life Society de Rishikesh y Mata Amritanandamayi de Kerala, para representar al hinduismo en la Asamblea de los Presidentes, un grupo de veinticinco hombres y mujeres que dieron voz a las necesidades de las fes del mundo.
- 1995 - el Parlamento Mundial de Religiones de Nueva Delhi le otorgó el título de Dharmachakra debido a sus notables publicaciones.
- 1997 - Respondió el pedido de opiniones religiosas del Presidente de EE.UU. sobre el punto de vista hindú de la ética de la clonación.
- 1997 -Lideró el 125 aniversario de Satguru Yogaswami y su icónico peregrinaje a través de muchos de los más de 75 templos de Sri Lanka y sociedades alrededor del mundo.
- 2000 - El 25 de agosto recibió el Premio de la Paz U Thant (un premio creado por Sri Chinmoy) en las Naciones Unidas en Nueva York. Antes que él recibieron este premio el Dalai Lama , Nelson Mandela, Mijaíl Gorbachov, Papa Juan Pablo II y Madre Teresa. Se dirigió a 1.200 mandatarios espirituales reunidos para la Cumbre de Paz del Milenio de la ONU, a los que les brindó el mensaje, “Para que haya paz en el mundo, detengamos la guerra en el hogar.”